# Иносказание
Иносказа́ние — выражение, заключающее в себе скрытый смысл; употребляется как литературный приём.
В широком смысле иносказание понимается как фундаментальная особенность искусства и, в частности, художественной речи, благодаря которой, например, лиса в басне или сказке предстаёт отнюдь не животным, а Базаров в романе И. С. Тургенева «Отцы и дети» — не только как индивидуум с уникальными биологическими и психологическими чертами:

Так и поэтический образ каждый раз, когда воспринимается и оживляется понимающим, говорит ему нечто иное и большее, чем то, что в нём непосредственно заключено. Таким образом поэзия есть всегда иносказание, ἀλληγορία в обширном смысле слова.
— А. А. Потебня. «Из лекций по теории словесности»
- В узком смысле иносказание отождествляют с аллегорией[2] и аналогичными приёмами, когда одно явление или предмет изображается и характеризуется через другое, явственно отличное от него:

- Аллегория — иносказание, выражение чего-н. отвлечённого, какой-н. мысли, идеи в конкретном образе.
- Эзопов язык — тайнопись в литературе, иносказание, намеренно маскирующее мысль.
- Ирония — противоречие истинного смысла используемым словам.

Иносказательными могут быть целые произведения — басни, сказки, рассказы (например, В. М. Гаршина) романы (например, «Остров пингвинов» Анатоля Франса или «Война с саламандрами» Карела Чапека)..